# Cintia knizei
Cintia knizei là một loài thực vật có hoa trong họ Cactaceae. Loài này được Knize & Rhia mô tả khoa học đầu tiên năm 1996.

## Hình ảnh

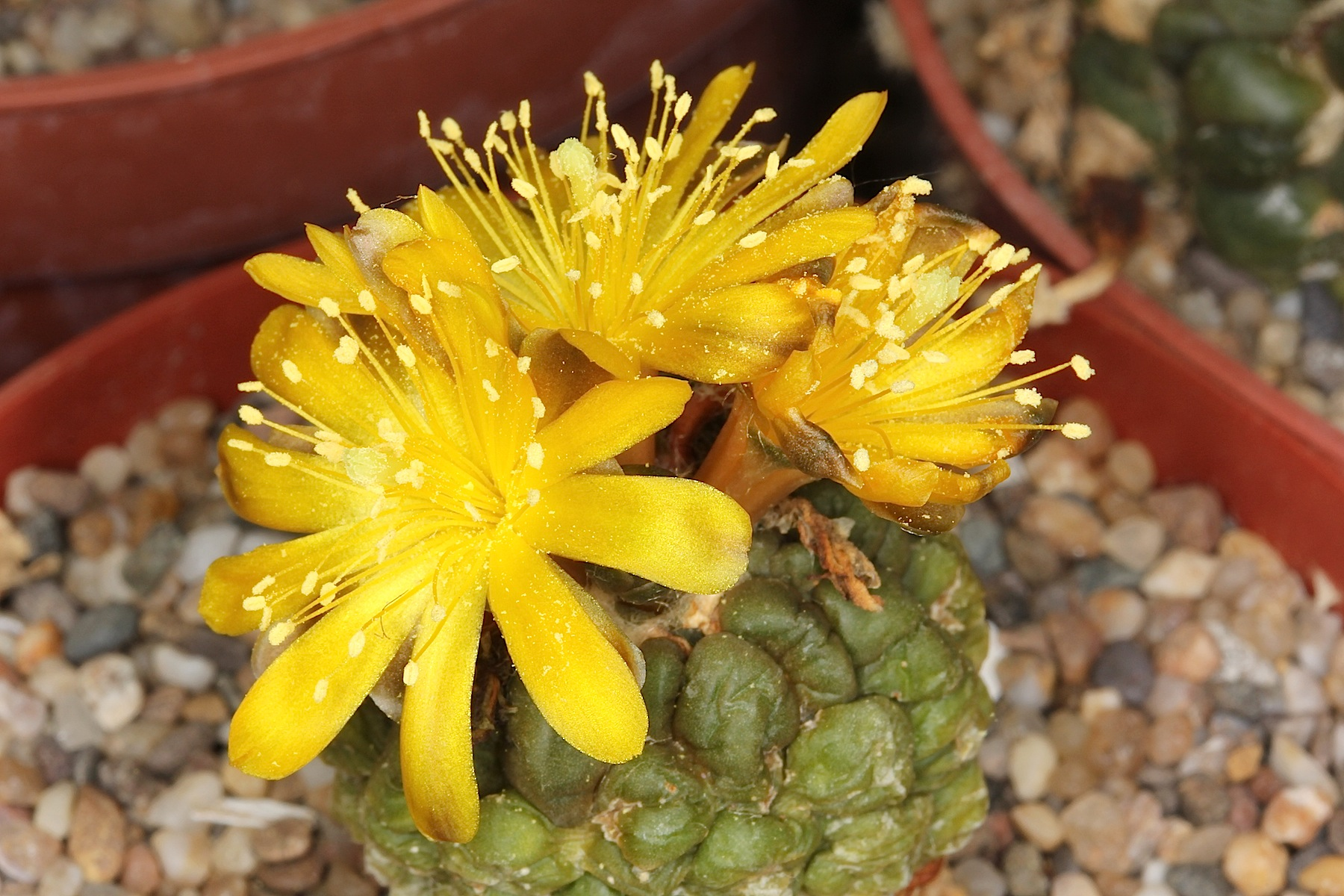
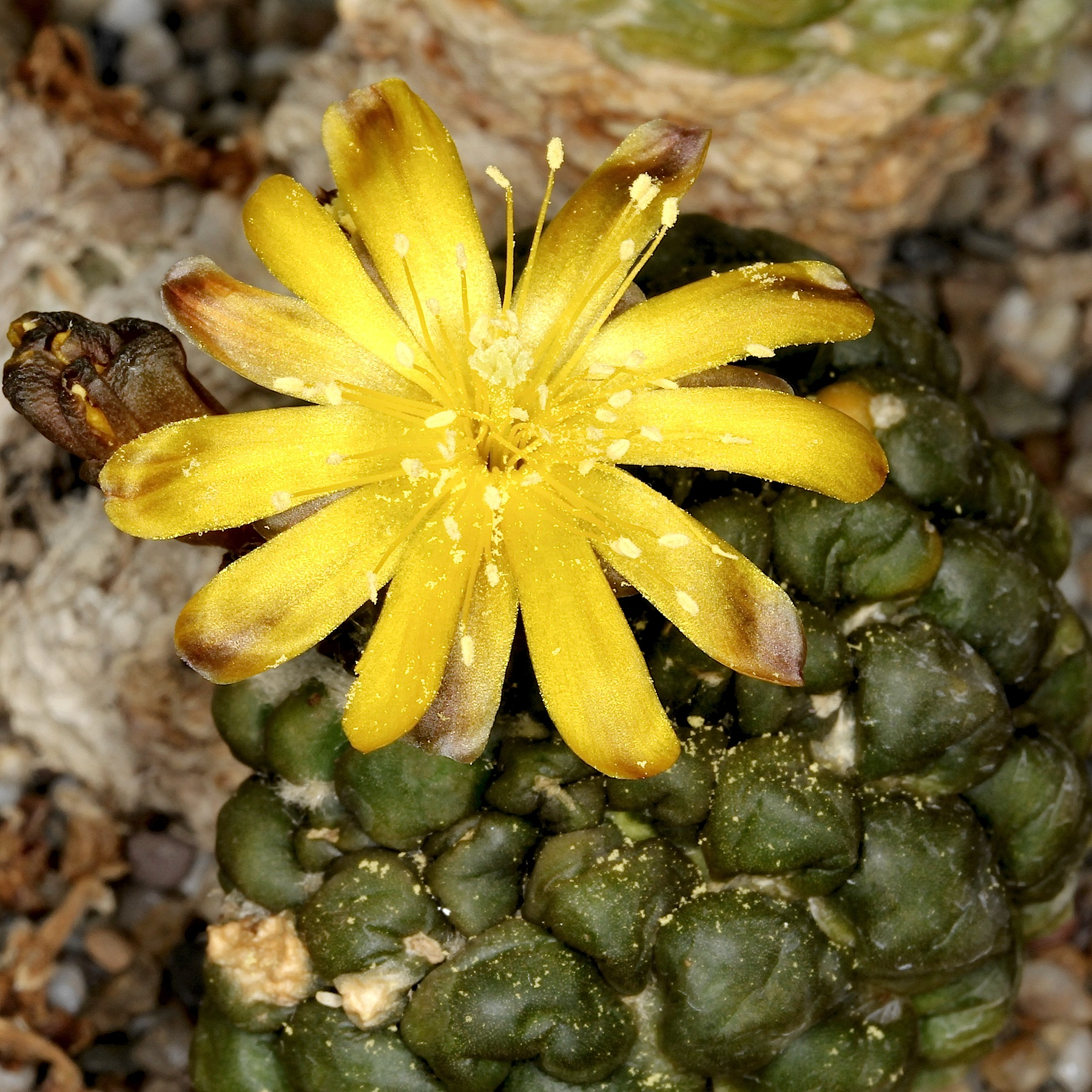